# Campionati europei di karate 2005
La 40ª edizione del campionato europeo di karate si è svolta a San Cristóbal de La Laguna dal 13 al 15 maggio 2005.

## Medagliere
| Posizione | Nazione              | Oro | Argento | Bronzo | Totale |
| --------- | -------------------- | --- | ------- | ------ | ------ |
| 1         | Spagna               | 4   | 2       | 5      | 11     |
| 2         | Paesi Bassi          | 3   | 1       | 0      | 4      |
| 3         | Italia               | 2   | 2       | 4      | 8      |
| 4         | Azerbaigian          | 2   | 0       | 2      | 4      |
| 5         | Francia              | 1   | 3       | 6      | 10     |
| 6         | Germania             | 1   | 2       | 0      | 3      |
| 7         | Turchia              | 1   | 1       | 4      | 6      |
| 8         | Croazia              | 1   | 0       | 3      | 4      |
| 9         | Grecia               | 1   | 0       | 2      | 3      |
| 10        | Svizzera             | 1   | 0       | 0      | 1      |
| 11        | Rep. Ceca            | 0   | 2       | 1      | 3      |
| 12        | Bosnia ed Erzegovina | 0   | 1       | 1      | 2      |
| 12        | Inghilterra          | 0   | 1       | 1      | 2      |
| 14        | Russia               | 0   | 1       | 0      | 1      |
| 14        | Serbia e Montenegro  | 0   | 1       | 0      | 1      |
| 16        | Belgio               | 0   | 0       | 1      | 1      |
| 16        | Georgia              | 0   | 0       | 1      | 1      |
| 16        | Macedonia            | 0   | 0       | 1      | 1      |
| 16        | Norvegia             | 0   | 0       | 1      | 1      |
| 16        | Ungheria             | 0   | 0       | 1      | 1      |

## Podi

### Kata
| Posizione | Karateka                   |
| --------- | -------------------------- |
| 1         | Luca Valdesi               |
| 2         | Fernando San Jose Bastante |
| 3         | Vu Du Minh Dack            |
| 3         | Lucio Maurino              |

| Posizione | Karateka                      |
| --------- | ----------------------------- |
| 1         | Miriam Cogolludo de las Heras |
| 2         | Petra Nová                    |
| 3         | Daniela Berrettoni            |
| 3         | Sabrina Buil                  |

| Posizione | Nazione |
| --------- | ------- |
| 1         | Spagna  |
| 2         | Italia  |
| 3         | Croazia |
| 3         | Francia |

| Posizione | Nazione   |
| --------- | --------- |
| 1         | Francia   |
| 2         | Italia    |
| 3         | Spagna    |
| 3         | Macedonia |

### Kumite
| Posizione | Karateka            |
| --------- | ------------------- |
| 1         | Francesco Ortu      |
| 2         | Geoffrey Berens     |
| 3         | Yusif Alish Jafarov |
| 3         | Ioannis Syllas      |

| Posizione | Karateka                |
| --------- | ----------------------- |
| 1         | Dimítrios Triantafýllis |
| 2         | Mathieu Cossou          |
| 3         | R. Huseynov             |
| 3         | Ciro Massa              |

| Posizione | Karateka              |
| --------- | --------------------- |
| 1         | Jeyhun Aghasiyev      |
| 2         | Rida Bel Lahsen       |
| 3         | Goran Lučin           |
| 3         | Oscar Vázquez Martins |

| Posizione | Karateka                  |
| --------- | ------------------------- |
| 1         | Timothy Petersen          |
| 2         | Yavuz Karamollaoglu       |
| 3         | Davíd Santana Vega        |
| 3         | Konstantinos Papadopoulos |

| Posizione | Karateka         |
| --------- | ---------------- |
| 1         | Daniël Sabanovic |
| 2         | Davin Pack       |
| 3         | G. Arkanin       |
| 3         | Ludovic Cacheux  |

| Posizione | Karateka           |
| --------- | ------------------ |
| 1         | Fehmi Mahalla      |
| 2         | Jan Tuček          |
| 3         | Geir Magne Brastad |
| 3         | Youcef Hamour      |

| Posizione | Karateka           |
| --------- | ------------------ |
| 1         | Rafael Aǧhayev     |
| 2         | Iván Leal Reglero  |
| 3         | Yusuf Baser        |
| 3         | Diego Vandeschrick |

| Posizione | Karateka           |
| --------- | ------------------ |
| 1         | Kora Knühmann      |
| 2         | Ulrike Fleischmann |
| 3         | Gülderen Celik     |
| 3         | Beatrix Toth       |

| Posizione | Karateka         |
| --------- | ---------------- |
| 1         | Petra Narandja   |
| 2         | Maria Sobol      |
| 3         | Vildan Dogan     |
| 3         | Selene Guglielmi |

| Posizione | Karateka           |
| --------- | ------------------ |
| 1         | Yıldız Aras        |
| 2         | Emmeline Mottet    |
| 3         | Cristina Feo Gomez |
| 3         | Tania Weekes       |

| Posizione | Karateka                  |
| --------- | ------------------------- |
| 1         | Vanesca Nortan            |
| 2         | Snežana Perić             |
| 3         | Yıldız Aras               |
| 3         | Gloria Casanova Rodriguez |

| Posizione | Nazione              |
| --------- | -------------------- |
| 1         | Spagna               |
| 2         | Bosnia ed Erzegovina |
| 3         | Croazia              |
| 3         | Francia              |

| Posizione | Nazione              |
| --------- | -------------------- |
| 1         | Spagna               |
| 2         | Germania             |
| 3         | Bosnia ed Erzegovina |
| 3         | Rep. Ceca            |